# Esfinge de Sesostris III

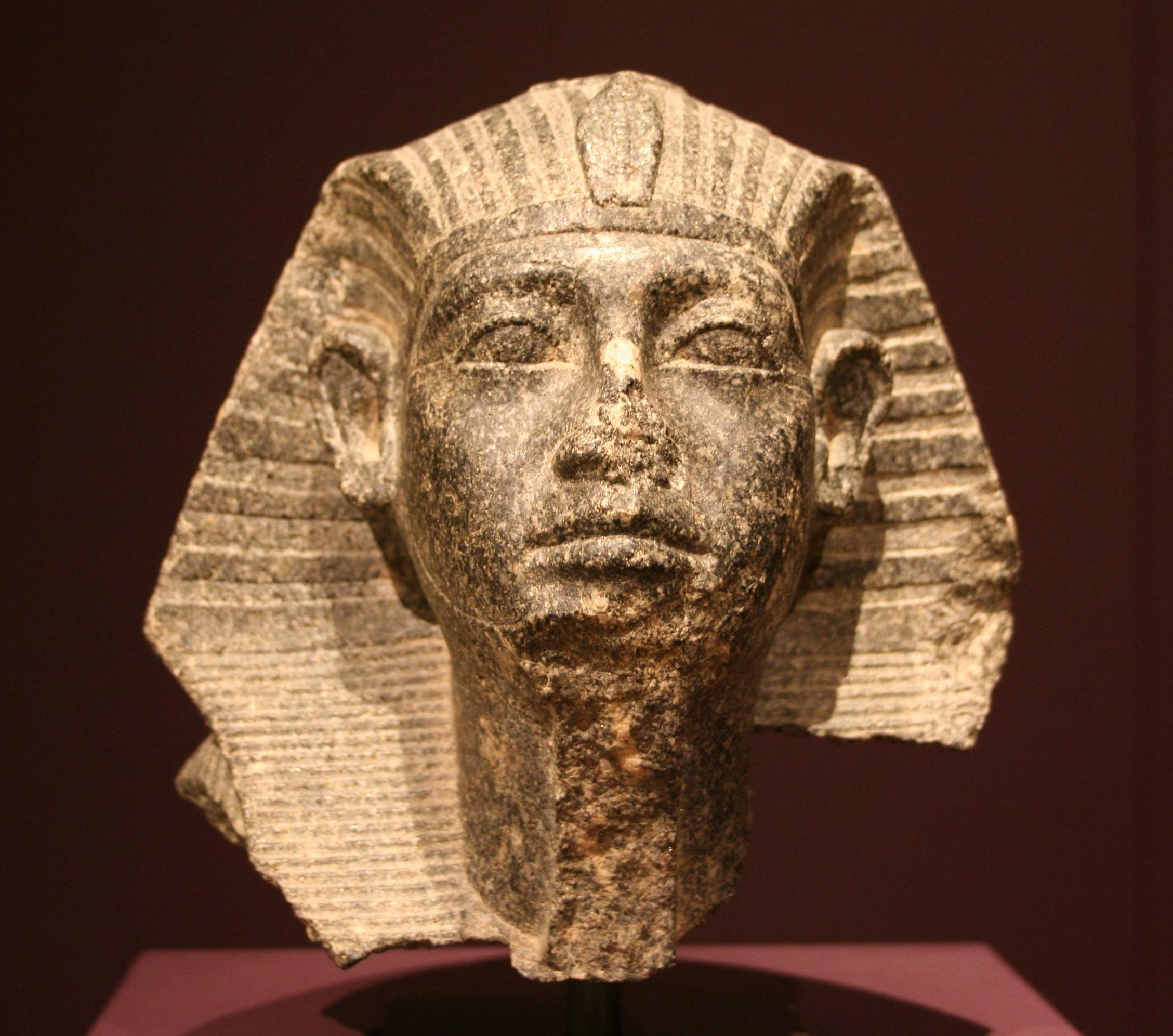
Cabeza de otra esfinge de Sesostris III, conservada en el museo de Múnich.

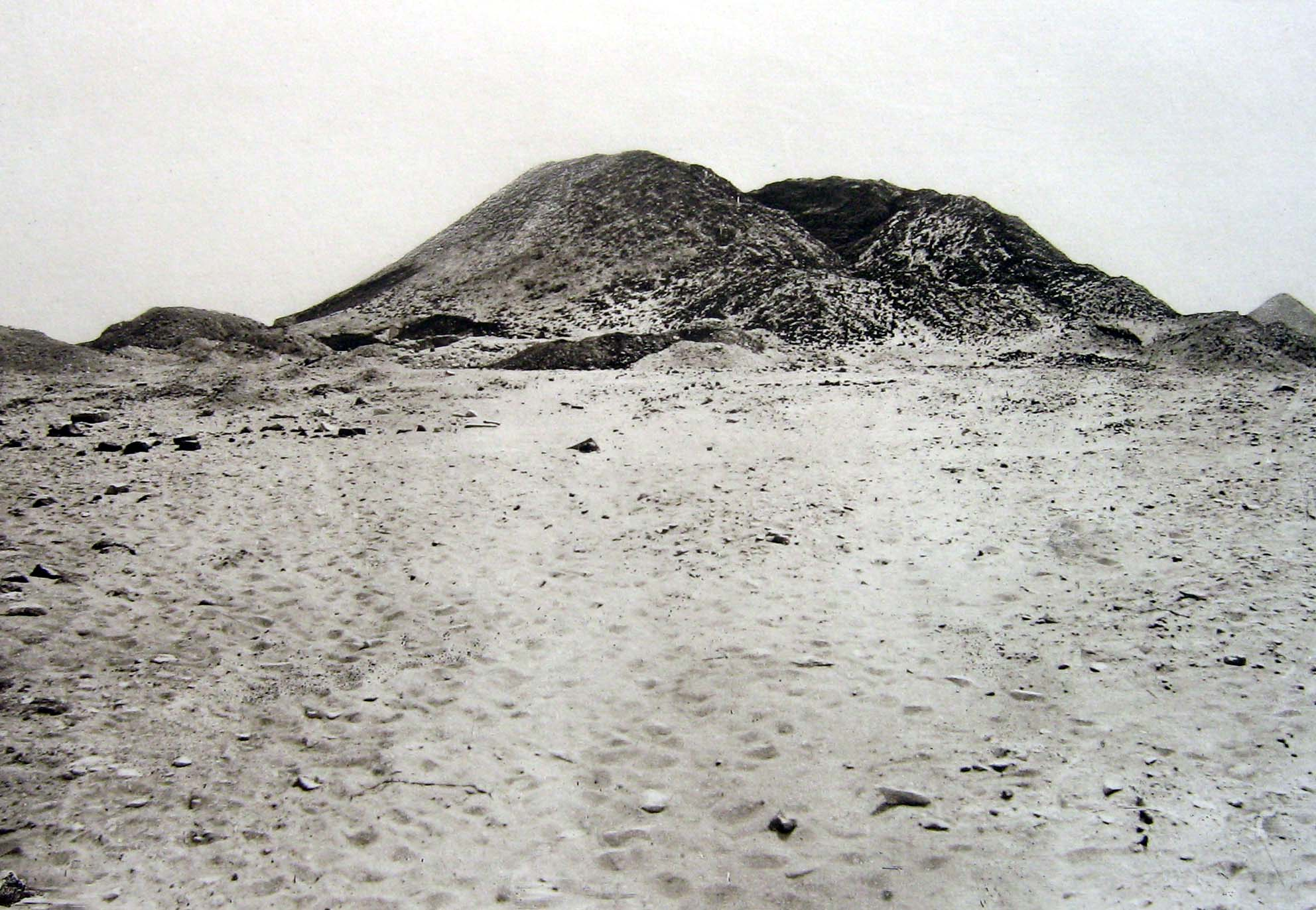
Restos de la pirámide de Sesostris III en Dahshur.

La esfinge de Sesostris III es una escultura con forma de esfinge tallada en el Imperio Medio de Egipto, concretamente durante la Dinastía XII de Egipto.

## Hallazgo
La esfinge fue hallada en Karnak (al-Karnak,الكرنك, "ciudad fortificada", llamada en el Antiguo Egipto Ipet Sut, "el lugar más venerado", una pequeña ciudad egipcia situada en la ribera oriental del río Nilo, junto a Luxor; era la zona de la antigua Tebas que albergaba el complejo religioso más importante del Antiguo Egipto.

## Simbología
La escultura representa a Jakaura Senusert, Jakaura Senusert, transcripción de sus nombres de trono y de nacimiento, según las convenciones académicas, Senusert III, Senusert es la transcripción de su nombre de nacimiento, más el número ordinal, o Sesostris III, Sesostris es el nombre griego dado en los epítomes de Manetón al faraón Jakaura Senusert (Sesostris III), más el número ordinal. Por simplicidad también se designó Sesostris a Senusert I y a Senusert II por los historiadores del siglo XIX, aunque ningún egipcio o griego los denominasen así, fue el quinto faraón de la dinastía XII, del Imperio Medio de Egipto. Reinó de c. 1872 a 1853/2 a. C. (von Beckerath).

## Conservación
- La figura se exhibe de forma permanente en el Museo Metropolitano de Arte de Nueva York, propietario de la pieza desde el año 1917, cuando le fue donada por el filántropo estadounidense Edward Harkness, (22 de enero de 1874 - 29 de junio de 1940).

## Características
- Estilo: Arte egipcio.
- Material: gneis de anortosita procedente de las canteras de Nubia, (roca metamórfica compuesta por los mismos minerales que el granito (cuarzo, feldespato y mica) pero con orientación definida en bandas. Roca metamórfica de grano grueso, compuesta por cuarzo, feldespato y mica. Su estructura presenta capas alternas de minerales claros y oscuros).
- Longitud: 73 centímetros.